# تسرکویتسا (شهرستان یاروچین)
تسرکویتسا (به لهستانی:  Cerekwica) یک روستا در لهستان است که در گمینا یاراچوو واقع شده‌است. تسرکویتسا ۲۳۰ نفر جمعیت دارد.